# 아워 갱

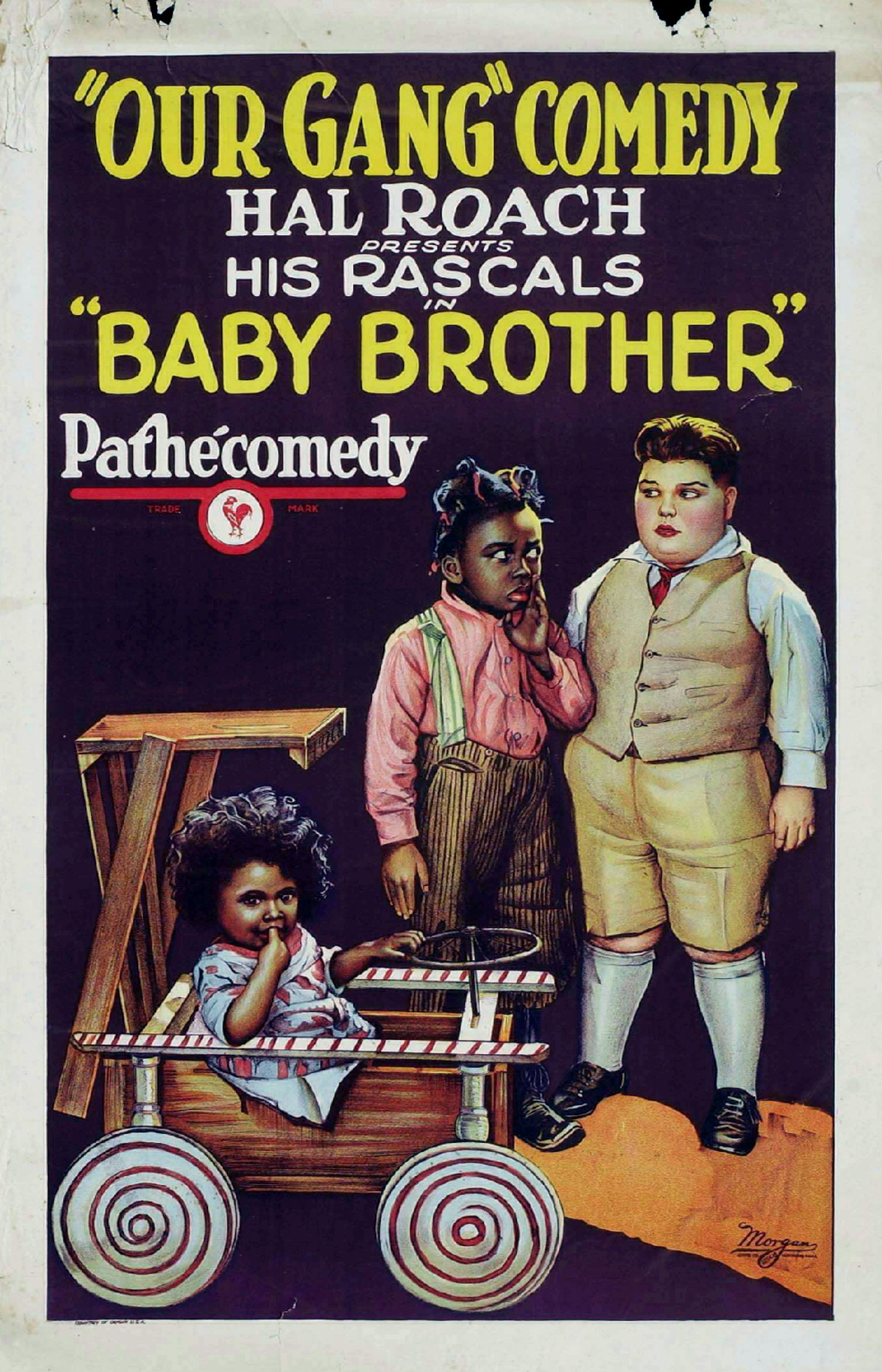
초창기 〈빅 브라더〉 에피소드 홍보 포스터. 앨런 호스킨스(가운데)와 조 콥(오른쪽)이 흑인 아기(왼쪽)와 함께 있는 모습이다.

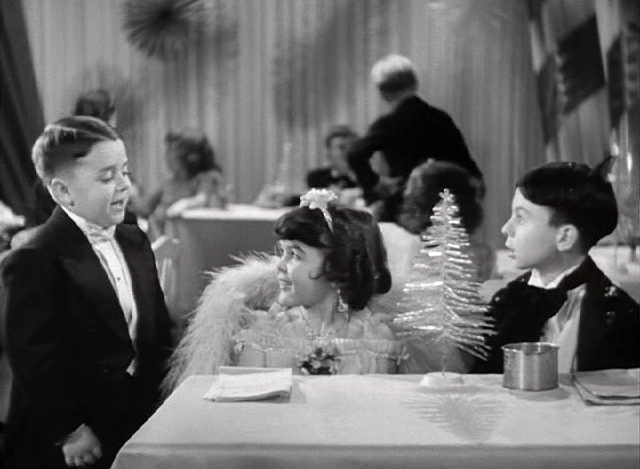
〈1938년 풍자〉라는 1937년작 에피소드 출연한 조지 맥팔랜드, 달라 후드, 칼 스위처

《아워 갱》(영어: Our Gang)은 미국에서 1922년부터 1944년까지 개봉한 코미디 단편영화 시리즈이다. 총 220편에 달하는 에피소드가 제작되었으며 어린이들이 주요 배역으로 등장해서 성인 배우를 어색하게 흉내내지 않고 어린이들답게 자연스럽게 말하고 행동하는 것이 특징이다. 또한 헐리우드 영화 역사상 최초로 아프리카계 미국인 배우, 흑인 배우가 동등한 역할을 맡은 영화 시리즈이기도 하다.

## 감독
- 로버트 F. 맥고원
- 거스 메인스
- 고든 더글라스
- 에드워드 L. 칸
- 조지 시드니
- 시 앤드필드
- 레이 맥카레이
- 제임스 W. 호르네
- 로버트 A. 맥고원
- 프레드 C. 뉴메이어
- 네이트 와트
- 샘 바에위츠
- 허버트 블레이저

## 제작진
- 핼 로치
- 로버트 F. 맥고원
- 잭 처톡

## 대본 작성자
- 프랭크 캐프라
- 찰리 체이스
- 월터 랜츠
- 할 로우
- 리오 맥케리
- 로버트 A. 맥고원
- 로버트 F. 맥고원
- 핼 로치
- 프랭크 태시린
- H. M. 워커

## 음악
- 마빈 해틀레이
- 리로이 실드

## 영화 예술
- 로버트 브로딘
- 밀턴 크래스너
- 아트 로이드
- 케네스 피치
- 로버트 피텍
- 해럴드 마초라티
- 잭슨 로즈

## 제작사
- 핼 로치 스튜디오(1922 ~ 1938)
- 메트로 골드윈 메이어(1938 ~ 1944)

## 출연

### 로치 사일렌트 시기(1922 ~ 1929)
- 어니 모리스(1922 ~ 1924)
- 미키 다니엘스(1922 ~ 1926)
- 재키 컨던(1922 ~ 1929)
- 페기 카트라이트(1922)
- 앨런 호스킨스(1922 ~ 1931)
- 잭 데이비스(1922 ~ 1923)
- 레이지 루 애헌(1923 ~ 1924)
- 메리 콘먼(1923 ~ 1926)
- 페기 아헌(1923 ~ 1927)
- 조 콥(1923 ~ 1929)
- 앤디 새뮤얼(1923 ~ 1924)
- 유진 잭슨(1924 ~ 1925)
- 조니 다운스(1925 ~ 1927)
- 제이 R. 스미스(1925 ~ 1929)
- 클리프턴 영(1925 ~ 1931)
- 엘머 로리(1926 ~ 1927)
- 진 달링(1927 ~ 1929)
- 바비 허친스(1927 ~ 1933)
- 해리 스피어(1927 ~ 1929)
- 메리 앤 잭슨(1928 ~ 1931)
- 피트 더 퍼프(1929 ~ 1938, 강아지)

### 로치 사운드 시기(1929 ~ 1938)
- 노먼 체이니(1929 ~ 1931)
- 재키 쿠퍼(1929 ~ 1931)
- 도널드 헤인스(1929 ~ 1933)
- 도로시 데보바(1930 ~ 1933)
- 매슈 비어드(1930 ~ 1935)
- 제리 터커(1931 ~ 1938)
- 켄덜 맥코머스(1932)
- 디키 무어(1932 ~ 1933)
- 조지 맥팔랜드(1932 ~ 1942)
- 토미 본드(1932 ~ 1934, 1937 ~ 1940)
- 재키 린 테일러(1934)
- 스코티 베켓(1934 ~ 1935)
- 빌리 토머스(1934 ~ 1944)
- 칼 스위처(1935 ~ 1940)
- 달라 후드(1935 ~ 1941)
- 유진 고든 리(1935 ~ 1939)
- 다우드 카예(1937 ~ 1940)

### MGM 시기(1938 ~ 1944)
- 로버트 블레이크(1939 ~ 1944)
- 재닛 버스톤(1940 ~ 1944)
- 빌리 라우린(1940 ~ 1944)